# Ever (和田光司のアルバム)
『ever』（エヴァー）は、日本の歌手・和田光司の1枚目のミニ・アルバム。

## 概要
- 「All of my mind」から、約6年9ヶ月ぶりのオリジナル・アルバムで初のミニ・アルバム。

## 収録曲
1. bravery 作詞・作曲：和田光司、編曲：鈴木豪
2. Sketch 作詞・作曲：和田光司、編曲：sly
3. ハナビジャック 作詞・作曲：和田光司、編曲：鈴木豪
4. 紙飛コウキ 作詞・作曲：和田光司、編曲：sly
5. キミと季節と陽だまりと 作詞：和田光司、作曲：千綿偉功、編曲：sly